# Караганка
Карага́нка (рос. Караганка) — село у складі Новорського району Оренбурзької області, Росія.

## Населення
Населення — 649 осіб (2010; 882 у 2002).
Національний склад (станом на 2002 рік):
- казахи — 82 %